# SIX Swiss Exchange

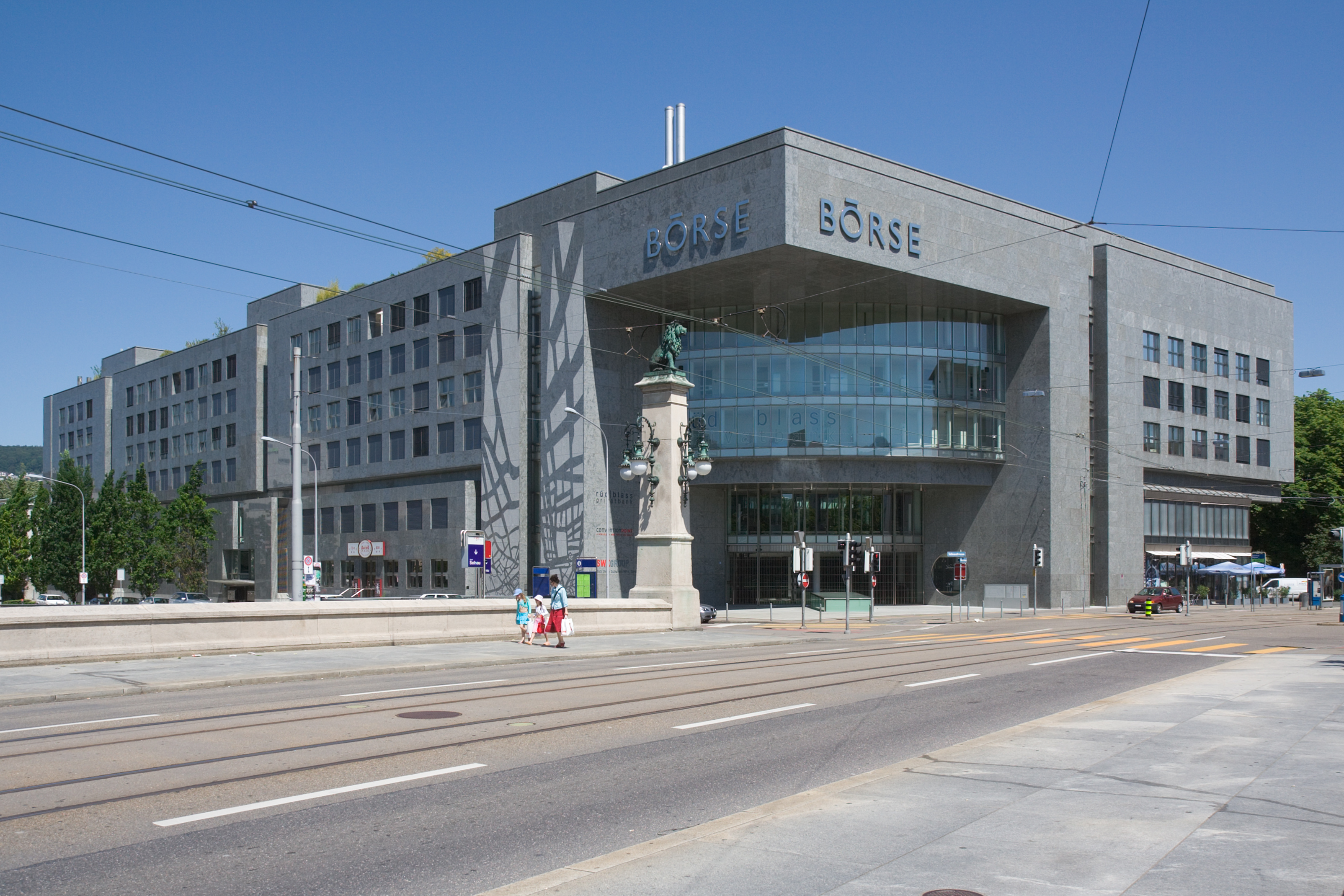
SWX Swiss Exchange

SIX Swiss Exchange, tidigare Verein Schweizerische Effektenbörse (Swiss Exchange) och SWX Swiss Exchange, är en marknadsplats i Schweiz för köp och försäljning av värdepapper. Den är baserad i Zürich. Viktigaste indexet är Swiss Market Index (SMI). Ett automatiskt handelssystem infördes 1995.